# أوسترافا

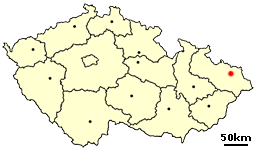
موقع مدينة أوسترافا

أوسترافا (بالتشيكية:Ostrava، بالألمانية:Ostrau، بالبولندية:Ostrawa ) هي ثالث أكبر مدينة في الجمهورية التشيكية وعاصمة محافظة مورافيا-سيليزيا. تقع على تقاطع نهر أودر مع نهري أوبافا وأوسترافيس. تاريخ المدينة ونموها تأثر تأثرا مباشرا باكتشاف مناجم الفحم ذي الجودة العالية الأمر الذي جعلها مدينة صناعية هامة وأعطاها لقب القلب الحديدي لتشيكيا.

## التاريخ
أسست المدينة عام 1267 م على طريق الكهرمان أحد أهم الطرق التجارية في ذلك الوقت. حتى بدايات القرن الثامن عشر كانت أوسترافا قرية ريفية صغيرة لا يزيد عدد سكانها عن ألف نسمة. بقيت أوسترافا كذلك حتى اكتشاف مناجم الفحم فيها مما قادها لازدهار صناعي وأدى لتدفق المهاجرين إليها في القرون اللاحقة.
إضافة للتوسع العمراني والسكاني في المدينة وارتفاع جودة الحياة المدنية والثقافية والعلمية فيها شهد القرن العشرين توسعا صناعيا ضخما في أوسترافا. بصفتها مصدرا هاما للحديد المستخدم في الصناعات العسكرية تعرضت أوسترافا خلال الحرب العالمية الثانية لموجات قصف عنيفة ألحقت دمارا هائلا في المدينة.
بعد إسقاط الحكم الشيوعي للبلاد عام 1989 تعرضت المدينة لموجات تغيير كثيرة. إيقاف العمل في مناجم الفحم وإقفال أماكن تصنيع الصلب ومحاولة النهوض بالصناعة بشكل كامل كانت أهم المحاولات لرفع مستوى المعيشة في المدينة خلال العقد الأخير في القرن العشرين.

## الجغرافيا
تقع أوسترافا في أقصى شمال شرق تشيكيا قرب الحدود مع بولندا وسلوفاكيا. تصل مساحة المدينة لحوالي 214 كم مربع. يتراوح ارتفاع المدينة ما بين 200 م إلى 350 م عن سطح البحر. تبعد المدينة عن براغ العاصمة 365 كم وعن برنو 170 كم وعن أولوموتس 95 كم وعن بيلزن 456 كم.

### المناخ
تقع أوسترافا في منطقة المناخ المعتدل التي تتميز بجو دافئ في الصيف وبارد ممطر رطب في الشتاء. معدل درجة الحرارة السنوي 8.6 درجة مئوية. معدلها في يناير يبلغ 2.4- درجة وفي يوليو 17.8 درجة. المعدل السنوي لهطول الأمطار يبلغ حوالي 600 مم.

### السكان
يعيش في المدينة المكونة من 23 حي سكني حوالي 315 ألف نسمة. معدل الكثافة السكانية هو 1505 نسمة/كم مربع. التشيك والسلوفاك والبولنديون والألمان واليهود كانوا يشكلون التركيبة العرقية للمدينة قبل الحرب العالمية الثانية. بعد الحرب كان معظم اليهود قد قتلوا أو هجروا. عند قدوم إدوارد بينيش حاكم تشيكوسلوفاكيا الشيوعي أمر بإخراج الألمان من المدينة ومنذ قدومه أصبحت التركيبة العرقية مكونة من التشيك والسلوفاك والبولنديين.
يتحدث أهل المدينة اللغة التشيكية بلهجة مختلفة عن بقية المناطق في الجمهورية فهم لا يمدون حروف العلة ويشددون على المقطع الأخير من الكلمة مما يجعل اللهجة قريبة من اللغة البولندية. تعد اللهجة الأوسترافية اللهجة الفصيحة للغة التشيكية.

## مواقع سياحية
بالرغم من كون أوسترافا مدينة غير سياحية إلا أنه يوجد فيها بعض المعالم التي تستحق المشاهدة كمتحف التعدين الذي يوجد إلى الشمال من المدينة ويحتوي على مجموعة فريدة من أدوات وآلات التعدين وبإمكان رواده زيارة مناجم الفحم القديمة ورؤية كيفية استخراج الفحم ومتابعة مراحل العمل. شارع ستدلوني وبرج أوسترافا الذي يرتفع 85 م يشكلان بالإضافة لمتحف التعدين أهم معالم المدينة السياحية.

## ثقافة وتعليم
يوجد في أوسترافا جامعتين يدرس فيها أكثر من 15 ألف طالب وهي:
- جامعة أوسترافا التقنية. أسست عام 1849 م.
- جامعة أوسترافا. أسست عام 1991 م.

## رياضة
يوجد في المدينة ما يزيد عن 260 ناديا رياضيا أهمها:
- بانيك أوسترافا: أحد أهم أندية كرة القدم في التشيك. فاز بالعديد من الألقاب المحلية.
- فتكوفيس: نادي هوكي الجليد في المدينة.

استضافت المدينة العديد من الأحداث الرياضية وأهمها:
- بطولة أوروبا لكرة الطائرة.
- لقاء أوسترافا الدولي لألعاب القوى.